# Patryja (Pasmo Lubomira i Łysiny)
Patryja (763 m) lub Patria – szczyt w Paśmie Lubomira i Łysiny. Według Jerzego Kondrackiego pasmo to należy do Beskidu Wyspowego. Na mapach jednak i w przewodnikach turystycznych często zaliczane jest do Beskidu Makowskiego.
Patryja to mało wybitny szczyt w bocznym grzbiecie tego pasma odbiegającym od Trzech Kopców w południowo-zachodnim kierunku do doliny Raby. Od położonego wyżej i dalej na północ Przysłonia (804 m) oddzielony jest przełęczą Weska (725 m). Jest zwornikiem; w południowo-wschodnim kierunku odbiega od Patryji krótki grzbiet z wierzchołkiem Szczałba. Patryja ma trzy grzbiety, jej stoki opadają więc do dolin trzech potoków; północno-zachodnie do doliny potoku Niedźwiadek, południowe do dolinki potoku Węgierka, zachodnie do doliny potoku Średnia Suszanka (dopływ Suszanki).
Dawniej Patryja była w znacznym stopniu bezleśna. Pola uprawne i polany zajmowały całe jej południowe stoki i znaczną część pozostałych. Na zdjęciach satelitarnych mapy Geoportalu widoczne są liczne zarastające ich pozostałości M.in. były to polany i pola Weszkówka, Łysina (lub Polana Łysa), Podłaty i inne. Podłaty sięgały od podnóży zboczy zachodnich aż po grzbiet Patryji. Pola te i polany już zarosły lub zarastają lasem. Istnieje jeszcze polana Weszkówka, ale nie jest już użytkowana.
Na południowych stokach Patryji na niewielkiej polance znajduje się na kamiennym tarasie wykonana w 2002 r. figurka św. Bernarda, przy niej ławki. Tuż za polanką, na jej wschodnim obrzeżu znajdują się dobrze zachowane okopy z 1914 r.

## Szlak turystyczny
żółty: Lubień – Patryja – Weszkówka – Łysina.

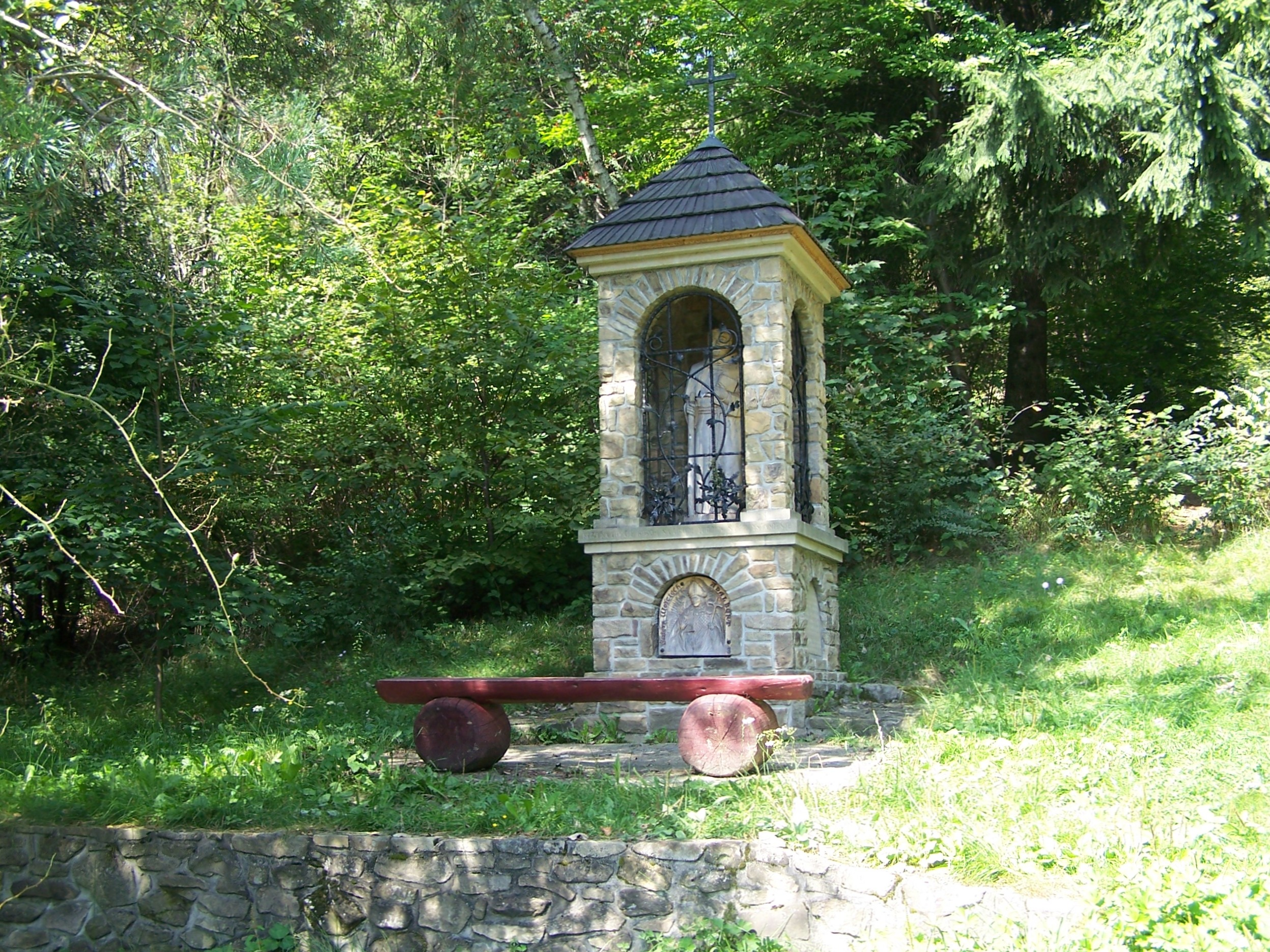
Figurka św. Bernarda pod szczytem Patryji